# Australiens Grand Prix 2008
Australiens Grand Prix 2008 var det första av 18 lopp ingående i formel 1-VM 2008.

## Rapport
Lewis Hamilton i McLaren tog pole position före Robert Kubica i BMW, Heikki Kovalainen i McLaren och Felipe Massa i Ferrari. Kimi Räikkönen i Ferrari hade den fjortonde tiden under Q1 men fick tekniska problem och stopp strax utanför depån, varför han inte tilläts delta i Q2 och fick starta loppet från den sextonde rutan. Fernando Alonso i Renault gick inte vidare till Q3 och fick starta från den tolfte rutan. 

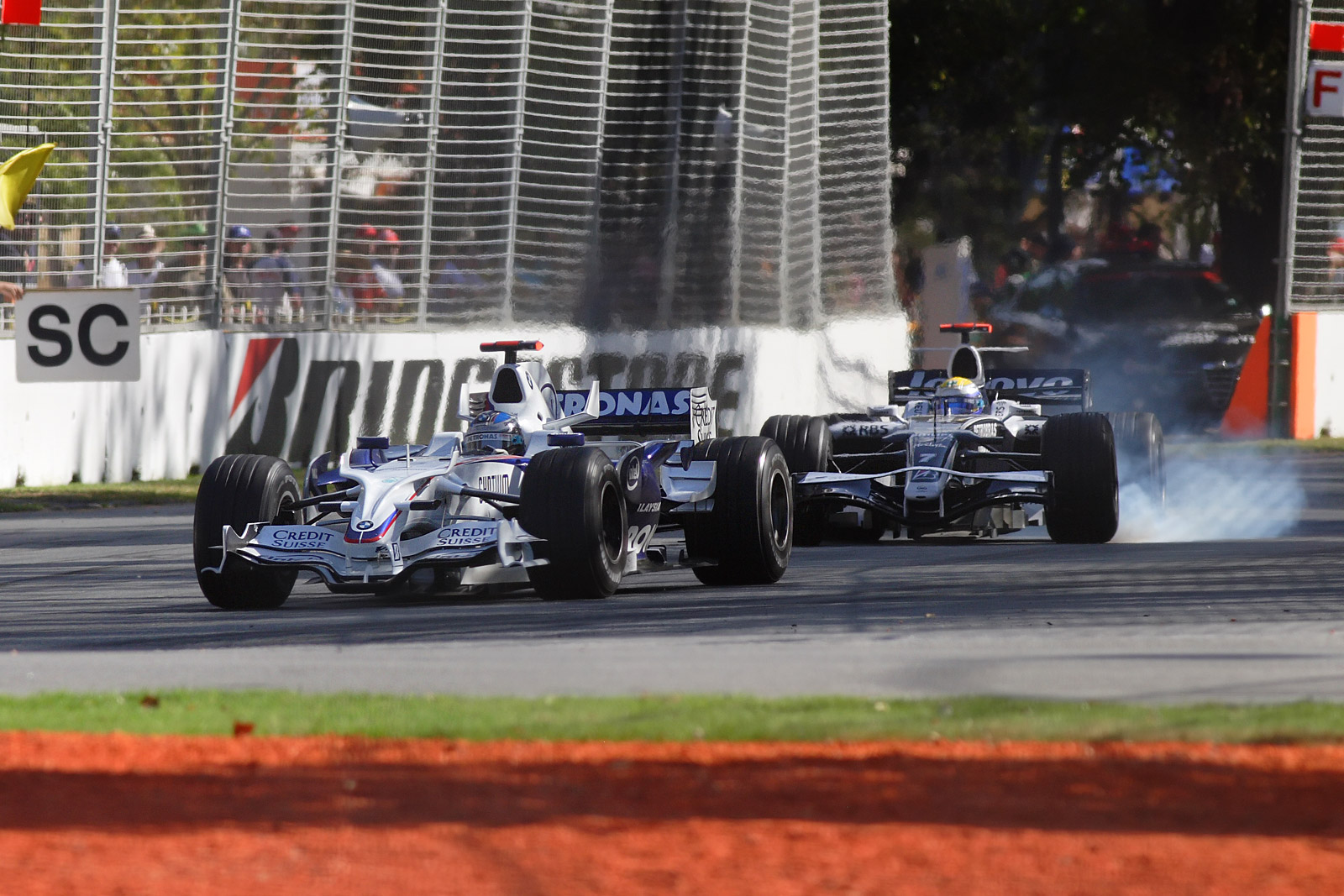
Nick Heidfeld före Nico Rosberg i Australien 2008.

Premiärloppet, som kördes med bilar utan antispinnsystem i mycket varmt väder, blev något kaotisk och endast sju bilar tog sig i mål. Säkerhetsbilen var till exempel ute tre gånger efter att bilar kraschat eller fått stopp. Hamilton ledde från start till mål och vann 5,4 sekunder före Nick Heidfeld i BMW och 8,1 sekunder före trean Nico Rosberg i Williams, som här tog sin första pallplats. 
För Ferrari gick det sämre. Räikkönen, som startade från den femtonde rutan, körde nästan upp sig till andra plats men åkte av banan och tappade placeringar för att senare bryta loppet. Då hade Massa redan brutit. Räikkönen fick dock en poäng, därför att så få bilar gått i mål. Detta var Ferraris sämsta säsongspremiär sedan loppet i Sydafrika 1992. Sébastien Bourdais lyckades ta poäng i sitt debutlopp.

## Resultat

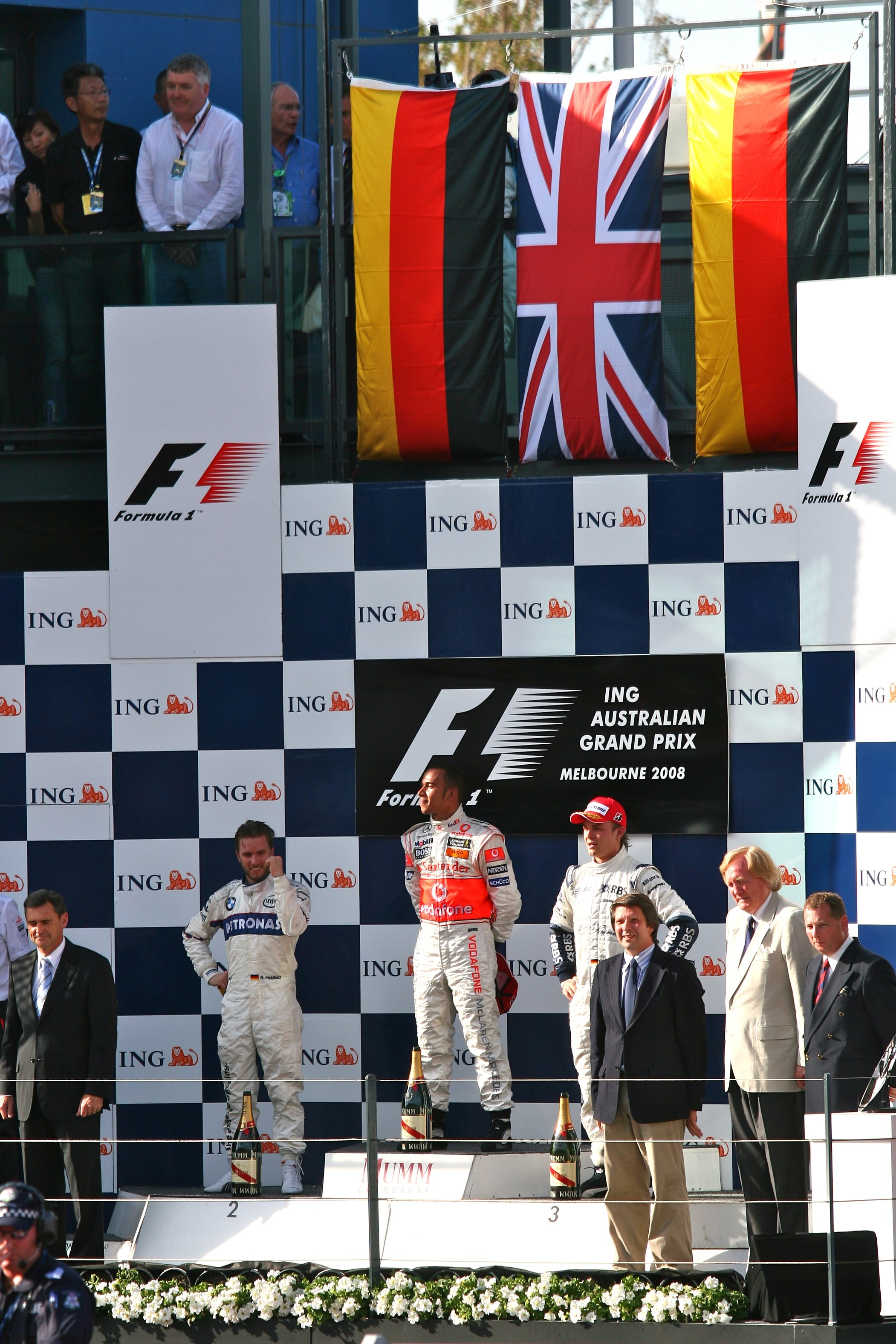
Prispallen i Australien 2008

1. Lewis Hamilton, McLaren-Mercedes, 10 poäng
2. Nick Heidfeld, BMW, 8
3. Nico Rosberg, Williams-Toyota, 6
4. Fernando Alonso, Renault, 5
5. Heikki Kovalainen, McLaren-Mercedes, 4
6. Kazuki Nakajima, Williams-Toyota, 3
7. Sébastien Bourdais, Toro Rosso-Ferrari (varv 55, +3 varv), 2
8. Kimi Räikkönen, Ferrari (53, motor), 1

### Förare som bröt loppet
- Robert Kubica, BMW (varv 47, olycka)
- Timo Glock, Toyota (43, olycka)
- Takuma Sato, Super Aguri-Honda (32, transmission)
- Nelsinho Piquet, Renault (30, olycksskada)
- Felipe Massa, Ferrari (29, motor)
- David Coulthard, Red Bull-Renault (25, olycka)
- Jarno Trulli, Toyota (19, elsystem)
- Adrian Sutil, Force India-Ferrari (8, hydraulik)
- Mark Webber, Red Bull-Renault (0, olycka)
- Anthony Davidson, Super Aguri-Honda (0, olycka)
- Jenson Button, Honda (0, olycka)
- Sebastian Vettel, Toro Rosso-Ferrari (0, olycka)
- Giancarlo Fisichella, Force India-Ferrari (0, olycka)

### Förare som diskvalificerades
- Rubens Barrichello, Honda (varv 58, körde ut ur depån mot rött ljus)